# Diecezja Lucery-Troi
Diecezja Lucery-Troi – diecezja rzymskokatolicka we Włoszech. Powstała w 400 jako diecezja Lucera. W 1986, po połączeniu ze zlikwidowaną diecezją Troia zyskała obecną nazwę.

## Lista ordynariuszy diecezjalnych

### Biskupi Lucera
- Św. Basso †
- Św Pardo †
- Bł Giovanni I † (III lub IV wiek)
- Anonim † (493 -495)
- Anastasio † (około 559)
- Marco II † (około 744)
- Adelchi † (940 - 957)
- Alberto I † (963 - 964)
- Landenolfo † (980 - 1005)
- Pietro † (około 1024)
- Giovanni II † (1032 - 1039)
- Lanzo † (około 1068)
- Azzo † (około 1075)
- Teodelgaldo  † (1083 - 1085)
- Enrico † (około 1096)
- Benedetto † (około 1099)
- Giovanni III † (około 1100)
- Rao † (około 1147)
- Rainaldo † (około 1179)
- Luterio † (? - 1218)
- Alberto II  † (1221 - około 1222)
- Bartolomeo I † (około 1225)
- Anonimo † (około 1234 - 1237)
  - Sede vacante (około 1247 - 1255)
- Alberto III † (1255 - po 1259)
- Niccolò † (około 1261)
- Bartolomeo II ? † (około 1265)
- Guglielmo de Ricia † (? - 1295)
- Aimando (o Aimardo) † (1295 - 1302)
- Stefano † (1302 - 1304 lub 1307)
- Giovanni IV † (1308)
- Giacomo da Fusignano, O.P. † (1308 - 1322)
- Bł Agostino Kažotić, O.P. † (1322 - 1323)
- Giacomo, O.P. † (1324 - 1325)
- Domenico † (około 1328)
- Ruggiero † (1337 - 1347)
- Marino (o Martino) † (1347 lub 1348 - 1348)
- Antonio † (1348 - 1363)
- Giacomo Gurga † (1363 - 1373)
- Bartolomeo di Aprano † (1373 - 1378)
- Nominowani przez papieży awiniońskich
  - Antonio, O.F.M. † (1378 - ?)
  - Nicola Giacomo de Barulo † (1393 - ?)
  - Nicola Antonio di San Pietro, O.P. † (1394 - 1422)
- Nominowani 
  - Tommaso † (około 1381)
  - Tommaso di Acerno †
  - Bartolomeo II † (1384 - 1396)
  - Battistachio della Formica I † (1396 - ?)
- Battistachio della Formica II † (1422 - 1450)
  - Antonio Angeli † (1450) (elekt)
- Ladislao Dentice † (1450 - 1476)
- Pietro Ranzano, O.P. † (1476 - 1492)
- Giambattista Contestabili † (1493 - 1496)
- Antonio Torres,  † (1496 - 1497)
- Raffaele Rocca † (1497 - 1500)
- Giovanni di Luigi, O.Carm. † (1500 - 1512)
- Alfonso Carafa † (1512 - 1534)
  - Andrea Matteo Palmieri † (1534 - 1535) (administrator)
- Michele Visconti † (1535 - 1538)
- Enrique de Villalobos † (1538 - 1540)
- Fabio Mignanelli † (1540 - 1553)
- Pietro De Petris † (1553 - 1580)
- Giulio Monaco † (1580 - 1581)
- Scipione Bozzuti † (1582 - 1592)
- Marco Magnacervo, C.R. † (1593 - 1600)
- Fabio Aresti † (1601 - 1609)
- Lodovico Magio † (1609 - 1618)
- Fabrizio Suardi † (1619 - 1637)
- Bruno Sciamanna † (1637 - 1642)
- Tommaso de Avalos, O.P. † (1642)
- Silvestro D'Afflitto, C.R. † (1643 - 1661)
- Giambattista Eustachio † (1663 - 1687)
- Domenico Morelli † (1688 - 1716)
- Domenico Maria Liguori, C.R. † (1718 - 1730)
- Vincenzo Ferreri, O.P. † (1730 - 1733)
- Michele Marculli † (1733 - 1759)
- Giuseppe Maria Foschi † (1759 - 1776)
  - Giuseppe Rugilio (1776-1778) (elekt)
  - Sede vacante (1778-1792)
- Giovanni Arcamone, C.R. † (1792 - 1793)
- Alfonso Maria Freda † (1798 - 1816)
- Andrea Portanova † (1818 - 1840)
  - Sede vacante (1840-1843)
- Giuseppe Jannuzzi † (1843 - 1871)
- Giuseppe Maria Cotellessa † (1872 - 1889)
- Carmelo Ciotola † (1891 - 1892)
- Giuseppe Consenti,  † (1893 - 1907)
- Lorenzo Chieppa † (1909 - 1918)
- Giuseppe di Girolamo † (1920 - 1941)
- Domenico Vendola † (1941 - 1963)
- Antonio Cunial † (1963 - 1970)
- Angelo Criscito † (1970 - 1985)
- Carmelo Cassati,  (1985 - 1986)

### Biskupi Troia
- Oriano † (1022 - 1028)
- Angelo † (1028 - 1041)
- Arduino † (około 1059)
- Stefano Normanno † (1059 - 1077)
- Gerardo da Piacenza † (1087 - 1097)
- Uberto Cenomanicus † (1097 - 1101)
- Guglielmo Bigoctus † (1102 - 1108)
- Guglielmo II † (1108 - 1122)
- Onorio † (1122 - po 1124)
- Guglielmo III † (około 1140)
- Elia † (około 1177)
- Guglielmo IV † (1182 - 1187)
- Ruggero † (1187 - 1193)
- Gualberto † (1193 - 1195)
- Gualtiero di Palearia † (1195 - 1201)
- Filippo † (13 ottobre 1212 - ?)
- Matteo de Barbuco † (1252 - 1270)
  - Sede vacante (1270-1276)
  - Bertero † (1276/1277) (elekt)
- Ugo de Curtis, O.P. † (1278 - 1279)
- Rainerio, O.F.M. † (1280 - 1284)
- Rogerio, O.F.M. † (1284 - 1302)
- Pietro, O.F.M. † (1302 - 1309)
- Guglielmo Bianchi,  † (1309 - 1310)
- Beraldo † (1311 - ?)
- Arnaldo † (1322 - ?)
- Bisanzio † (1332 - ?)
- Enrico Trezza † (1341 - ?)
- Nicola de Cesis † (1361 - ?)
- Guido † (? - 1366)
- Bartolomeo † (1387 - ?)
  - Riccardo † (1391 - 1393) (antybiskup)
  - Nicola di Giovinazzo † (1393 - 1409) (antybiskup)
- Angelo di Manfredonia † (1410 - 1438)
- Giacomo Lombardo † (1438 - 1469)
- Giovanni Paolo Vassalli † (1468 - 1474)
- Stefano Grube † (1474 - 1480)
- Scipione Piscicelli † (1480 - 1484)
- Giannozzo Pandolfini † (1484 - 1525)
- Ferrando Pandolfini † (1525 - 1560)
- Scipione Rebiba † (1560)
- Prospero Rebiba † (1560 - 1593)
- Jacopo Aldobrandini † (1593 - 1607)
- Pietro Antonio Da Ponte, C.R. † (1607 - 1622)
- Giovanni Battista Roviglioni † (1623)
- Felice Siliceo † (1623 - 1626)
- Giovanni Battista Astalli † (1626 - 1644)
- Giovanni Tommaso Veneziani † (1645 - 1647)
- Antonio Sacchetti † (1648 - 1662)
- Sebastiano Sorrentino † (1663 - 1675)
- Antonio de Sangro, C.R. † (1675 - 1694)
- Emilio Cavalieri,  † (1694 - 1726)
- Giovanni Pietro Faccoli † (1726 - 1752)
- Marco De Simone † (1752 - 1777)
- Giovanni Giacomo Onorati † (1777 - 1793)
  - Sede vacante (1793-1797)
- Gennaro Clemente Francone † (1797 - 1799)
  - Sede vacante (1799-1804)
- Michele Palmieri † (1804 - 1824)
- Antonio Monforte † (1824 - 1854)
- Tommaso Passero, O.P. † (1856 - 1890)
- Domenico (Daniele) Tempesta, O.F.M.Ref. † (1891 - 1899)
- Paolo Emilio Bergamaschi † (1899 - 1910)
- Domenico Lancellotti † (1911 - 1918)
- Fortunato Maria Farina † (1919 - 1951)
- Giuseppe Amici † (1951 - 1955)
- Antonio Mistrorigo † (1955 - 1958)
- Antonio Pirotto † (1958 - 1974)
- Giuseppe Lenotti † (1974 - 1981)
- Salvatore De Giorgi (1981 - 1986)

### Biskupi Lucera-Troia
- Raffaele Castielli (1987 - 1996)
- Francesco Zerrillo (1997 - 2007)
- Domenico Cornacchia (2007 - 2016)
- Giuseppe Giuliano (od 2016)